# Erioptera withycombei
Erioptera withycombei är en tvåvingeart som beskrevs av Alexander 1930. Erioptera withycombei ingår i släktet Erioptera och familjen småharkrankar. Inga underarter finns listade i Catalogue of Life.